# Mohamed (sura)
Mohamed (arabsko Muhammad) je 47. sura (poglavje) v Koranu, ki jo sestavlja 38 ajatov (verzov). Je medinska sura.
Med opravljanjem molitve (salata oz. namaza) pri tej suri verniki opravijo 4 ruku'jev (priklonov).